# 有徳人
有徳人（うとくにん・有得人）は、日本の中世社会における富裕層のこと。領主的な身分・農業民的身分を持つ人々に対して本来は社会的に低い身分でありながら致富に至った商人や荘官などを指す。
「有徳」とは本来仏教用語で徳が備わっているという意味で、徳の備わった人のことを「有徳人」と呼んでいたが、“徳”と利益・財産を意味する“得”が同音で通じること、富裕層に属する人々が神仏からその貪欲さを責められる事を恐れ、あるいは功徳を得るために寺社への喜捨行為を積極的に行ったことから、富裕層を指して「有徳人」と呼ばれるようになった。中世から近世にかけて書かれた仮名草子や浮世草子などでも「有徳」「長者」としてしばしば登場した。
こうした階層が登場した背景には、鎌倉時代後期より貨幣経済の発展によって土倉・酒屋・問丸をはじめとする商人層の富裕ぶりと喜捨活動が人々の注目を集めたことによる部分が大きい。